# Ariel McDonald
Ariel Rene McDonald (* 13. Januar 1972 in Harvey, Illinois) ist ein ehemaliger US-amerikanisch-slowenischer Basketballspieler. Auf seinen Stationen in Europa gewann er acht nationale Meisterschaften und zwei Europapokale. 1997 bekam der gebürtige US-Amerikaner auch die slowenische Staatsbürgerschaft und nahm für seine Wahlheimat unter anderem an der EM-Endrunde 2001 teil.

## Karriere

### Anfänge
McDonald spielte zunächst im College bei den Minnesota Golden Gophers, mit denen er 1993 das National Invitation Tournament gewann. Im Jahr darauf ging er nach Europa und unterschrieb dort seinen ersten Profivertrag bei Castors Braine aus Belgien. In der Saison darauf spielte er bei einem kleinen slowenischen Verein namens Interier Krško, wo er schließlich vom slowenischen Serienmeister Olimpija Ljubljana entdeckt und 1996 unter Vertrag gestellt wurde.

### Karriere in Europa
Bei Olimpija feierte McDonald zwischen 1996 und 1999 seine ersten großen Erfolge. Mit seinem Team gewann er dreimal in Folge das Double, bestehend aus slowenischer Meisterschaft und slowenischem Pokal. Zudem wurde seine Mannschaft 1997 Dritter im Landesmeister-Pokal. Zur Saison 1999/2000 wechselte McDonald nach Israel zu Maccabi Tel Aviv, wo er erneut dreimal in Folge das Double gewinnen konnte. In der Saison 2000/01 feierte er mit Maccabi sogar das Triple. Neben den nationalen Titeln, Meisterschaft und Pokal, gewann er auch die FIBA Suproleague. Mit seinen 21 Punkten und 9 Assists war McDonald der Matchwinner im Finale gegen Panathinaikos Athen und wurde zum MVP des „Final Four“-Turniers gewählt. Ein Jahr zuvor war er mit Maccabi im Finale des Landesmeister-Pokals noch am selben Gegner gescheitert. Bei der Endrunde der Basketball-Europameisterschaft 2001 verlor McDonald mit der slowenischen Nationalmannschaft zum Auftakt gegen den vormaligen Vize-Europameister Spanien, gewann aber dann das Vorrundenspiel gegen Gastgeber Türkei. Statt des erwarteten Einzugs in die Zwischenrunde gab es aber dann eine enttäuschende Niederlage nach Verlängerung gegen Lettland. Nach dem Ausscheiden war McDonald dann noch für einzelne Qualifikationsspiele für die folgende Europameisterschaft aktiv, blieb aber ansonsten ohne Einsatz für Slowenien.
Nach sehr erfolgreichen Jahren in Tel Aviv wurde Ariel McDonald im Jahr 2002 von Panathinaikos Athen verpflichtet, einem weiteren Spitzenklub im europäischen Basketball. In Griechenland gewann McDonald zweimal die nationale Liga und einmal den Pokal. Nach zwei Spielzeiten wechselte er zu MBK Dynamo Moskau, wo er nicht erfolgreich spielte und den Verein nach einer Saison Richtung Spanien verließ. Akasvayu Girona hieß sein neuer Verein, mit dem McDonald 2007 den FIBA Eurocup gewann. Zudem wurde er in diesem Wettbewerb zum MVP des Final Four gekürt. Im folgenden Jahr erreichte man das „Final Eight“-Finalturnier im ULEB Cup 2007/08 und besiegte im Halbfinale die hoch gehandelte Mannschaft von McDonalds ehemaligen Verein Dynamo Moskau, die von Svetislav Pešić trainiert wurde, der im Vorjahr Girona zum FIBA EuroCup-Triumph geführt hatte. Beim 81:78-Sieg verwandelte McDonald die entscheidenden Freiwürfe in den Schlusssekunden. Im Finale unterlag man dann deutlich dem nationalen Konkurrenten Joventut de Badalona. Anschließend wurde McDonald erneut von Dynamo nach Moskau geholt, wo er von David Blatt trainiert wurde, mit dem er schon bei Maccabi Tel Aviv zusammengearbeitet hatte. Der „Veteran“ McDonald erhielt in Dynamos Star-Ensemble um seinen slowenischen Nationalmannschaftskollegen Boštjan Nachbar, der für einen lukrativen Vertrag aus der NBA zu Dynamo gekommen war, kaum Spielzeit und der Vertrag wurde vorzeitig beendet. Zum Abschluss seiner Karriere wurde McDonald Ende Dezember 2008 noch einmal von Montepaschi Siena aus dem vorzeitigen Ruhestand geholt, wo er zwar auch nicht mehr an seine Leistungen der Vorjahre herankam, aber am Ende seiner Karriere noch einmal das Double in Italien gewann, während man in den Viertelfinal-Play-offs des bedeutendsten europäischen Vereinswettbewerbs EuroLeague 2008/09 gegen McDonalds ehemaligen Verein Panathinaikos Athen verlor, der anschließend diesen Wettbewerb gewann.

## Namensstreit
In seiner Zeit bei Maccabi Tel Aviv machte ein US-amerikanischer „Fast Food“-Anbieter Fernsehwerbung in Israel mit McDonald unter dem Slogan „Listen to McDonald - only Burger King“. Das Konkurrenzunternehmen McDonald’s veröffentlichte daraufhin den Auszug eines älteren Interviews, in dem Ariel McDonald zugab, auch in den Restaurants des Unternehmens mit seinem Nachnamen zu essen. Beide Parteien strengten schließlich Klagen gegeneinander an, wobei in einer Revision das Oberste Gericht Israels letztendlich auf eine bewusste Verletzung der Marke von McDonald’s durch Ariel McDonald entschied.

## Erfolge

### International
- Sieger der FIBA Suproleague mit Maccabi Tel Aviv (2001)
- Vizesieger Europapokal der Landesmeister mit Maccabi Tel Aviv (2000)
- Sieger FIBA Eurocup mit CB Girona (2007)
- Vize ULEB Cup mit CB Girona (2008)

### National
- 2× Griechischer Meister mit Panathinaikos Athen (2003, 2004)
- Griechischer Pokalsieger (2003)
- 3× Israelischer Meister mit Maccabi Tel Aviv (2000, 2001, 2002)
- 3× Israelischer Pokalsieger (2000, 2001, 2002)
- 3× Slowenischer Meister mit Olimpija Ljubljana (1997, 1998, 1999)
- 3× Slowenischer Pokalsieger (1997, 1998, 1999)
- Italienischer Meister 2009
- Italienischer Pokalsieger 2009

## Auszeichnungen
- FIBA Suproleague Final Four MVP (2001)
- EuroLeague 2. All-Star Team (2002)
- FIBA EuroCup Final Four MVP (2007)